# José Fernando de Abascal

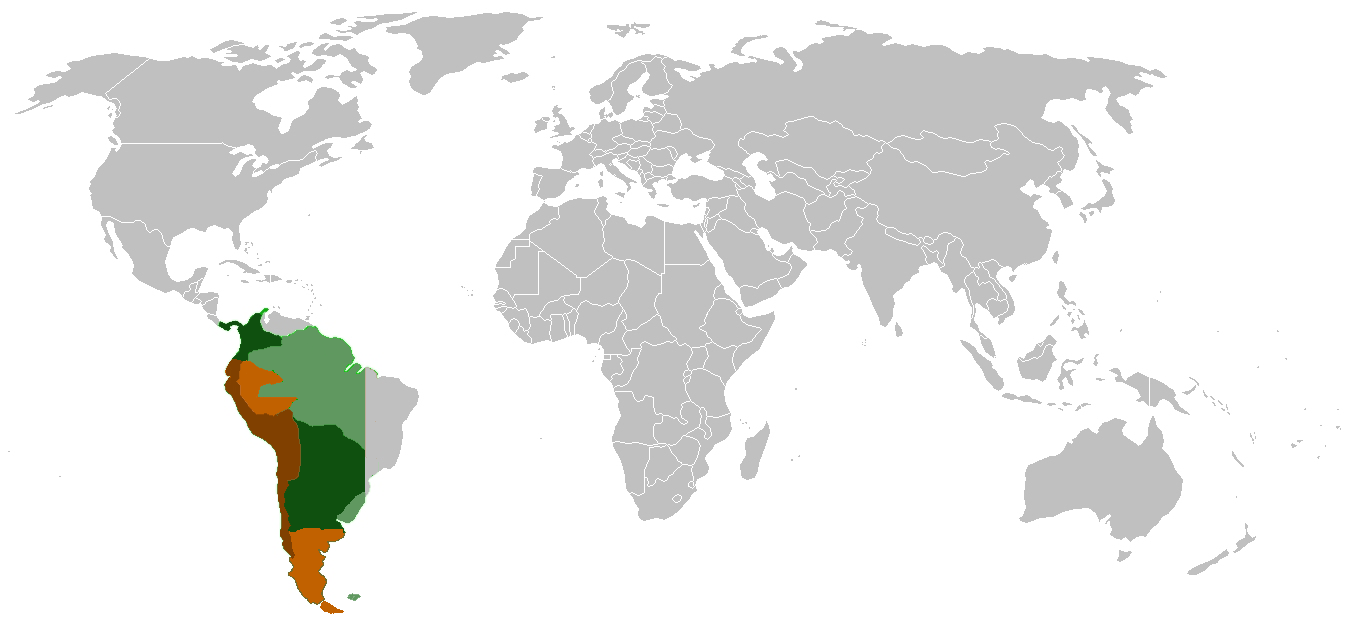
Onderkoninkrijk Peru (donkerbruin) in 1816

José Fernando de Abascal y Sousa (1743-1821) was onderkoning van Peru van 1806 tot 1816 ten tijde van de Spaans-Amerikaanse onafhankelijkheidsoorlogen (1808-1833).

## Biografie
José Fernando de Abascal was van adel en op negentienjarige leeftijd trad hij in het Spaanse leger. Eerst vocht hij mee op het Europese continent later in de overzeese gebieden. Hij was een fervent royalist. In 1804 werd hij benoemd tot onderkoning van Río de la Plata, maar op de heenweg werd hij onderschept door de Britten en verbleef twee jaar in gevangenschap. In 1806 werd hij uiteindelijk onderkoning van Peru. Op 73-jarige leeftijd na 10 jaar dienst vroeg hij om van zijn positie te worden ontheven en keerde terug naar Madrid. Hij werd geridderd in de Orde van Sint-Jacob van het Zwaard.

## Situatie in Spanje
In 1808 veroverde Napoleon Bonaparte Spanje en zette koning Karel IV af. De Spaanse overzeese gebieden stonden onder de controle van de Opperste centrale junta. In 1810 hief de Opperste centrale junta zichzelf op, wat de aanleiding gaf voor de Spaans-Amerikaanse onafhankelijkheidsoorlogen. Er werd een nieuw orgaan opgericht, de Cortes van Cádiz, die in 1812 een nieuwe grondwet schreef, de Spaanse grondwet van 1812. In 1814 kwam er eind aan het Eerste Franse Keizerrijk en werd Ferdinand VII opnieuw koning.

## Situatie in Zuid-Amerika
De turbulenties in Spanje zorgden ervoor dat de onderkoningen, min of meer vrij spel hadden. Abascal onderdrukte met harde hand de onafhankelijkheidsbewegingen en vanaf 1814 kreeg hij terug militaire en financiële steun van het moederland. Hij slaagde er in delen van het Onderkoninkrijk Nieuw-Granada en de Kapiteinsgeneraliteit Chili bij Peru in te lijven.